# White Oak (Maryland)
White Oak és una concentració de població designada pel cens dels Estats Units a l'estat de Maryland. Segons el cens del 2000 tenia 20.973 habitants.

## Demografia
Segons el cens del 2000, White Oak tenia 20.973 habitants, 7.921 habitatges, i 5.251 famílies. La densitat de població era de 1.626 habitants per km².
Dels 7.921 habitatges en un 32,2% hi vivien nens de menys de 18 anys, en un 44,9% hi vivien parelles casades, en un 16,3% dones solteres, i en un 33,7% no eren unitats familiars. En el 25,1% dels habitatges hi vivien persones soles el 5,8% de les quals corresponia a persones de 65 anys o més que vivien soles. El nombre mitjà de persones vivint en cada habitatge era de 2,63 i el nombre mitjà de persones que vivien en cada família era de 3,17.
Per edats la població es repartia de la següent manera: un 24% tenia menys de 18 anys, un 9,6% entre 18 i 24, un 34% entre 25 i 44, un 21,1% de 45 a 60 i un 11,2% 65 anys o més.
L'edat mediana era de 34 anys. Per cada 100 dones de 18 o més anys hi havia 84,1 homes.
La renda mediana per habitatge era de 54.276 $ i la renda mediana per família de 65.590 $. Els homes tenien una renda mediana de 41.487 $ mentre que les dones 35.598 $. La renda per capita de la població era de 25.893 $. Entorn del 5,5% de les famílies i el 7,7% de la població estaven per davall del llindar de pobresa.

## Poblacions més properes
El següent diagrama mostra les poblacions més properes.